# Hesperophylax consimilis
Hesperophylax consimilis là một loài Trichoptera trong họ Limnephilidae. Chúng phân bố ở miền Tân bắc.